# شهرستان وویچ
شهرستان وویچ (به لاتین: Łowicz County) یک شهرستان در لهستان است که در استان ووتسکی واقع شده‌است.

## خصوصیات
شهرستان وویچ ۹۸۷٫۱۳ کیلومترمربع مساحت و ۸۲٬۳۳۸ نفر جمعیت دارد.